# جوفان فاسيتش
جوفان فاسيتش هو لاعب كرة قدم صربي في مركز الوسط، ولد في 20 يناير 1987 في بلغراد في صربيا. لعب مع FK BSK Borča ‏.